# قاسم زاغی‌نژاد
قاسم زاغی‌نژاد بازیکن سابق و مربی فعلی فوتبال است. او که سابقه بازی در تیم سپاهان در لیگ تخت جمشید را دارد هم‌اکنون مربی سپاهان است. او پیش از این دستیار امیر قلعه‌نویی، حسین فرکی و ایگور اشتیماتس بود. زاغی‌نژاد دارای مدرک A مربیگری آسیاستو پیش از این سرمربی تیم امید فوتبال سپاهان بود و در سال ۱۳۹۲ به عنوان دومین مربی برتر کشور انتخاب شد. در سال ۱۳۸۸ به همراه ۱۲ مربی ایرانی دیگر برای حضور در دوره بین‌المللی حرفه‌ای به برزیل رفت.